# 고르너그라트
고르너그라트(독일어: Gornergrat, 고르너 능선, 3,135m)는 스위스 체르마트의 남동쪽 고르너 빙하가 내려다보이는 페나인 알프스의 바위 능선이다. 체르마트에서 유럽에서 가장 높은 노천 철도인 고르너그라트 랙 철도(GGB)로 갈 수 있다. 고르너그라트역(3,090m)과 정상 사이에는 쿨름호텔 (3,120m)이 있다. 1960년대 후반에 고르너그라트 쿨름 호텔의 두 개의 타워에 두 개의 천문대가 설치되었다. 프로젝트 “스텔라리움 고르너그라트”는 고르너그라트 남쪽 천문대에서 주최하고 있다.

## 개요
스위스 발레주에 있는 체르마트에서 동쪽으로 약 3km 떨어져 있다. 고르너그라트는 고르너 빙하와 핀델 빙하 사이에 위치하며 20개 이상의 4,000미터 봉우리를 조망할 수 있으며, 가장 높은 봉우리는 뒤푸르 슈피체(몬테로사 대산괴), 리스캄, 마터호른, 돔 및 바이스호른이다.
이곳은 1898년에 개장한 고르너그라트 철도의 마지막 정류장으로, 리펠알프와 리펠베르크를 통해 거의 1,500m 올라간다. 능선의 남서쪽 끝에 있는 종점에 호텔이 있다. 역은 체르마트 스키장의 일부를 형성한다. 1958년부터 2007년까지 고르너그라트에서 호텔리(3,275m)를 넘어 슈토크호른(3,405m)까지 케이블카가 있었는데, 이 케이블카는 클라인 마터호른 케이블카가 건설될 때까지, 체르마트에서 가장 높은 산 역이었다. 고르너그라트의 서쪽, 로텐보덴역 근처에 리펠호른(2,928m) 봉우리가 있다.

## 갤러리

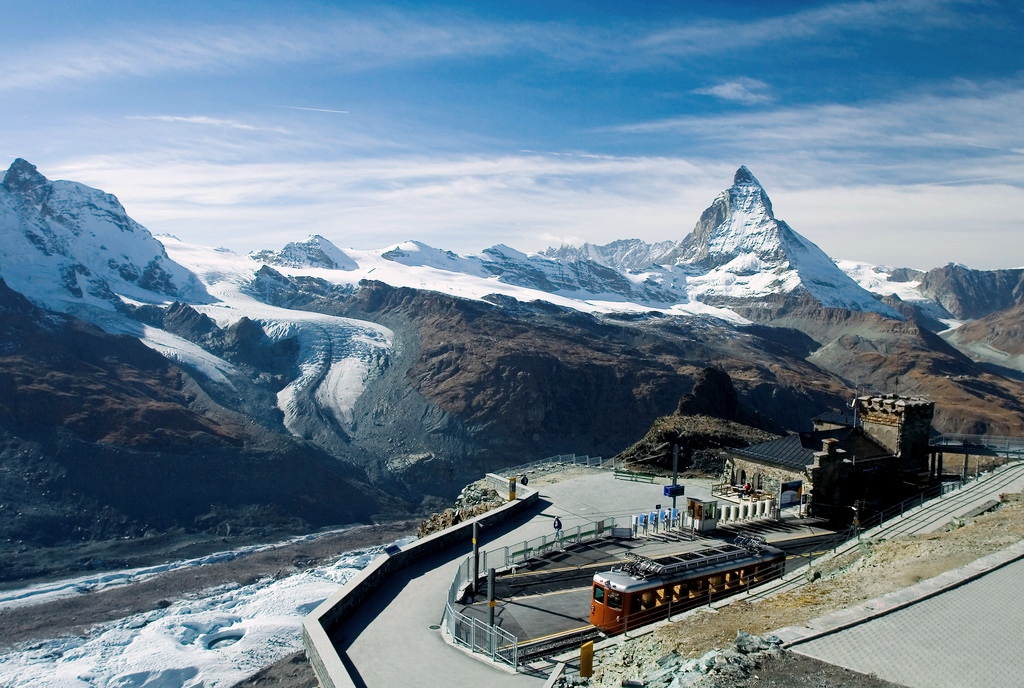
고르너그라트역에서 본 마터호른 (멀리 튀어나온 산), 좌에서 우로 클라인 마터호른, 브라이트호른, 오늘날 단절된 하부 테오둘 빙하, 상부 테오둘 빙하 (2006년 6월)
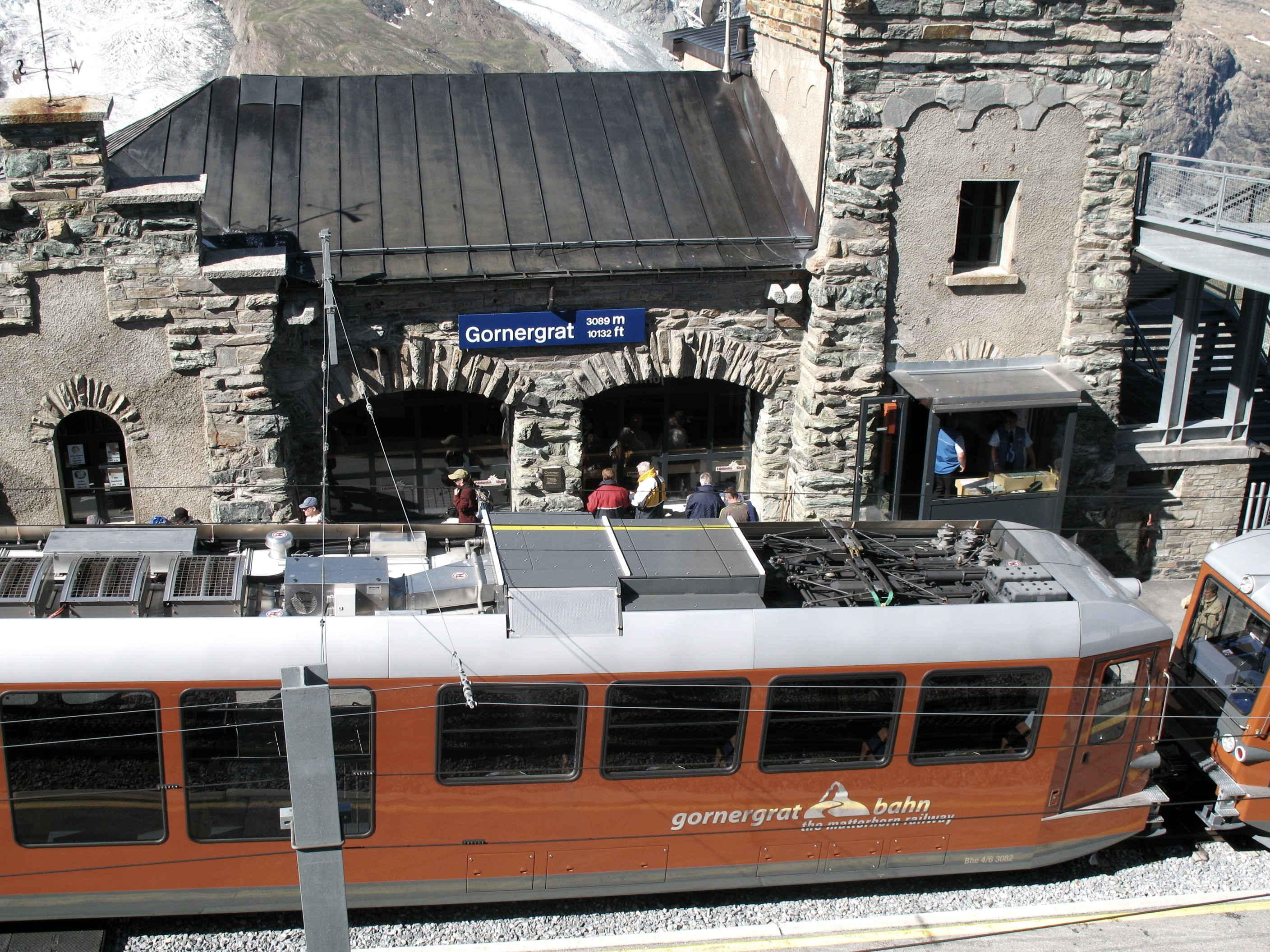
고르너그라트역
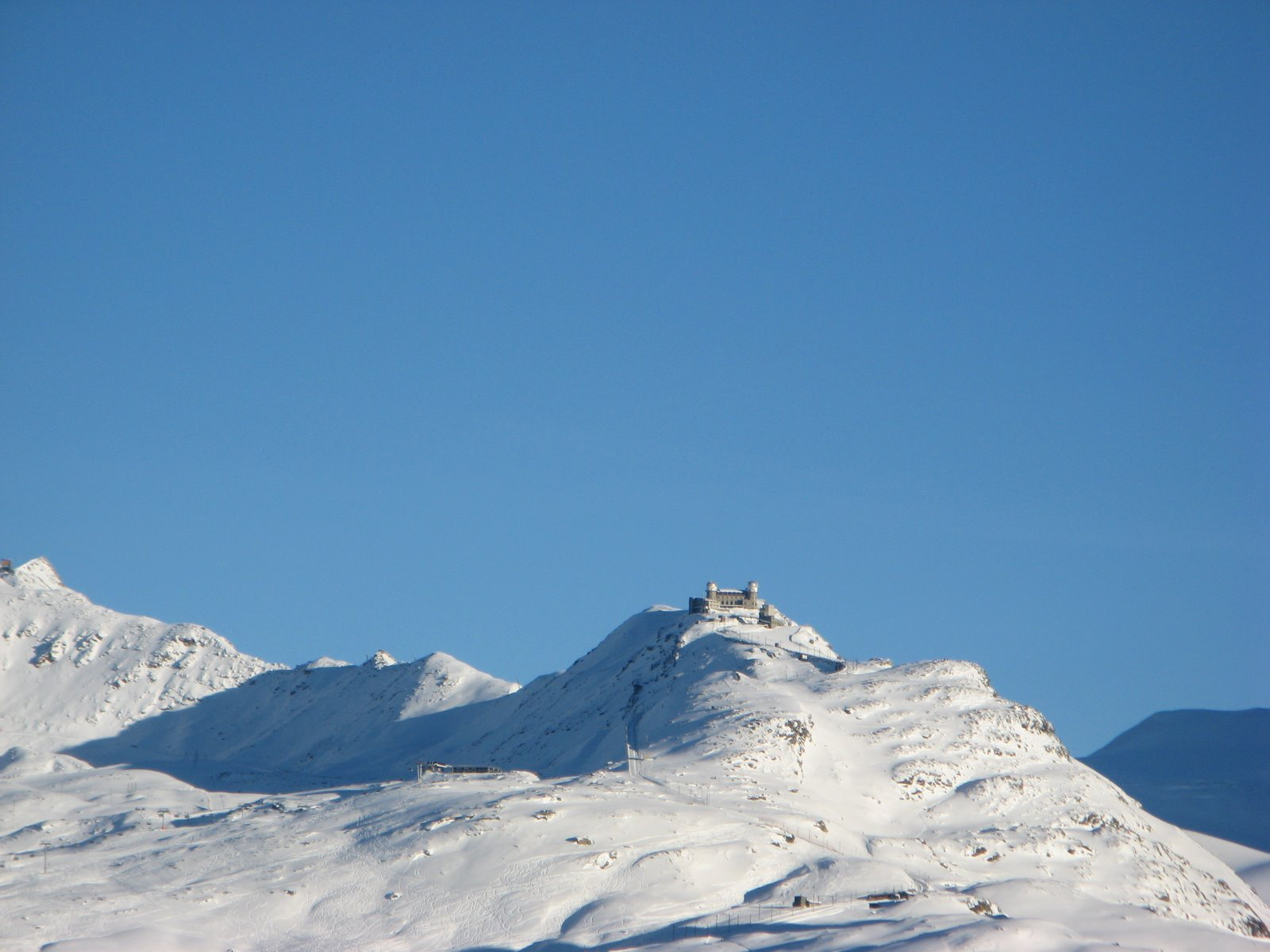
슈바르츠호(2,552 m)에서 동쪽으로 본 풍경 : 처음이 리펠호른, 그 다음이 고르너그라트 (건물이 있는), 바로 왼쪽으로 호텔리
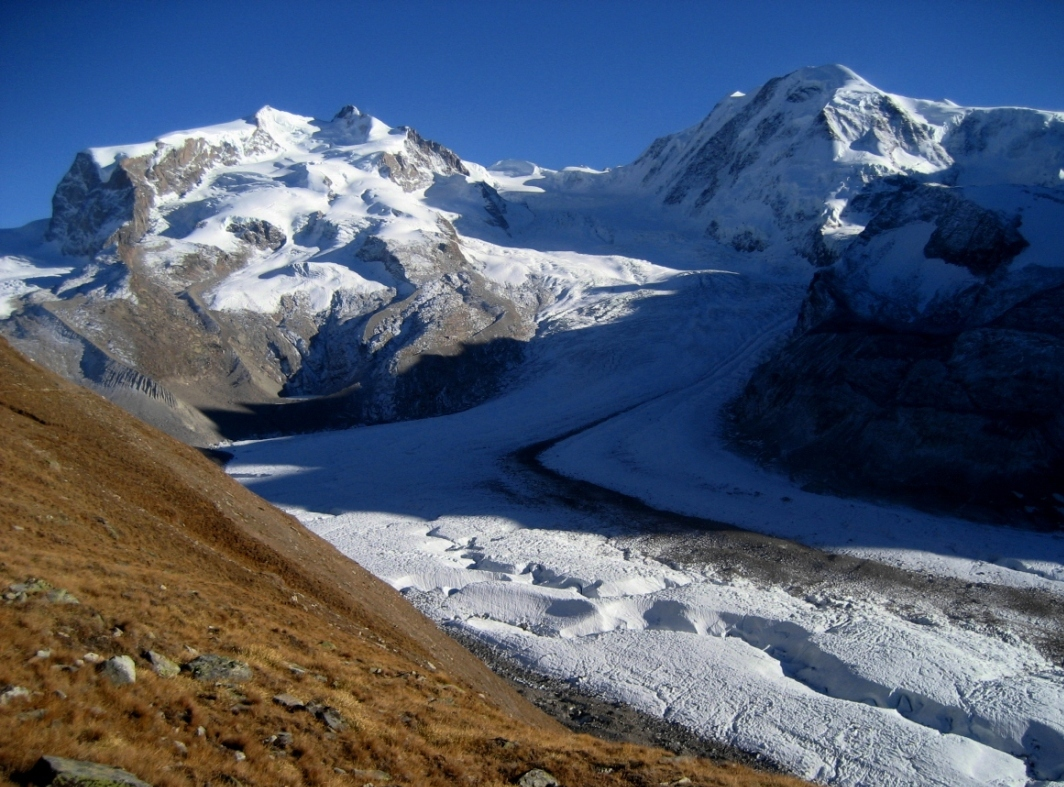
전방의 고르너 빙하와 가운데의 몬테로사 대산괴, 오른쪽으로 고르너 빙하의 주요 지류인 그렌츠 빙하(Grenzgletscher), 그리고 스위스-이탈리아 국경에 인상적인 리스캄, 고르너그라트에서 본 풍경(2007년 9월).